# Herrn Kukas Empfehlungen (Roman)
Herrn Kukas Empfehlungen ist ein Roman des österreichischen Autors Radek Knapp. Er erschien 1999 im Piper Verlag. In Form eines Schelmenromans setzt sich Knapp erneut mit seinem Herkunftsland Polen auseinander, das mit dem neuen Zuhause Wien verglichen wird.

## Inhalt
Der 18-jährige Waldemar ist neugierig auf die "goldene westliche Welt". Nach den Empfehlungen seines Nachbarn und Mentors, des kultivierten Wodkatrinkers Herrn Kuka, bricht er aus seiner Heimat Polen zu der abenteuerlichsten Reise seines Lebens auf. Wien erweist sich jedoch nicht als das Land, von dem er träumte. Er versucht sein Glück in vielen Gewerben und Unternehmungen und wird vom Zufall hierhin und dorthin getrieben. Wegen Geldproblemen macht er sich auf die Suche nach einem Job. Das Scheitern der Unternehmung lässt ihn auf dem Arbeiterstrich landen, wo er zusammen mit einigen Landsleuten einem Betrug zum Opfer fällt. Nachdem er davongekommen ist, befreundet er sich mit Bolek, einem Polen, der ihm einen Job in Bernsteins Spielzeugladen und ein Dach über dem Kopf besorgt. Waldemar lernt auch Boleks Mitbewohner, den Deutschen Lothar, kennen und wird, ohne es zu ahnen, zu seinem Komplizen bei einem absurden Banküberfall mit einer Wasserpistole. Letztendlich findet er heraus, dass Glück im Unglück durchaus brauchbar sein kann und warum er diese Reise tatsächlich unternommen hat.

## Form
Der Roman steht in der Tradition des europäischen Schelmenromans. Erzählt in der Ich-Form, sieht der Leser die Welt mit Waldemars Augen. Diese einseitige Perspektive wird durch die vielstimmigen Dialoge von Figuren ergänzt, die klischeehaft zu Trägern bestimmter Vorstellungen oder Standpunkte werden.

## Bedeutung
Knapp erzählt die Geschichte einer Reise, die mehr als die Funktion eines reinen Reifungsprozesses hat. Polen und Wien werden im Roman in Opposition zueinander gestellt: Polen wird zum Träger und Sinnbild des Ostens, des Eigenen und des Vertrauten, Wien verkörpert den Westen, das Andere und das Fremde, wobei dem Anderen zunächst der Wert eines "Besseren" zugeschrieben wird. Im Roman thematisiert Knapp die Auseinandersetzung und das Zusammenspiel zweier Kulturen, ihre Differenzen und ihre Kollisionen. Das Eigene als auch das Andere werden anhand bestimmter kultureller Praktiken bzw. durch stereotypen Bilder sichtbar gemacht. Indem sich der Schriftsteller der tradierten Vorurteile beider Völker bedient, mit den Klischees spielt, schafft er selbst zwei stereotype Bilder. Er betrachtet die beiden Völker mit ironischer Distanz, demaskiert die Schablonen und löst im Leser ein befreiendes Gelächter aus. Die humorvolle Herangehensweise ermöglicht eine Neuinterpretation der vorgefundenen Vorstellungen und zielt auf eine potenzielle interkulturelle Versöhnung. Er regt an, über die kulturellen Differenzen kritisch nachzudenken und einen bewussteren Blickwinkel zu gewinnen.
Mit seinem Roman bleibt Knapp ein Grenzgänger und Kulturvermittler, der es vermeidet, dem Leser eine endgültige Antwort oder Sicherheit zu geben. Mit seinen Erfahrungen sowohl in als auch zwischen zwei Kulturen, mit der bewussten Wahl des Deutschen als Arbeitssprache und seiner literarischen Tätigkeit leistet er einen Beitrag zur Verbesserung des Kulturdialogs.

## Rezeption
2011 wurde der Schriftsteller für den Roman mit dem Adelbert-von-Chamisso-Förderpreis ausgezeichnet.

## Verfilmung
2008 wurde der Roman verfilmt. Dariusz Gajewski führte Regie bei dieser österreichisch-polnischen Produktion. Der Film wurde in Łódź und in Wien gedreht und stellt Lukasz Garlicki in der Hauptrolle von Waldemar vor.

## Ausgaben
- Lekcje pana Kuki. Krakau, 2003
- Herrn Kukas Empfehlungen. Piper, München, 2011
- Preporuke gospodina Kuke, Sipar, Zagreb, 2018